# Kunskapskanalen
Kunskapskanalen, förkortat SVTK[källa behövs], är en TV-kanal från Sveriges Television (SVT) och Utbildningsradion (UR) som sänder dokumentärfilm, utbildningsprogram och liknande.
Den 25 november 2013 ansökte SVT om tillstånd att få sända kanalen i HDTV-format. Den 16 april 2014 gav regeringen SVT klartecken för Kunskapskanalen och Barnkanalen/SVT24 att få sända i HDTV-format under 2015.
Kanalen kan i dag ses av närmare 70 procent av befolkningen och hade 2014 en tittartidsandel på 1,0 procent och en daglig räckvidd på 3,8 procent. Tittartidsandelen kan jämföras med de kommersiella kanalerna med motsvarande profil, TV4 Fakta och Discovery Channel, med 1,1 procent respektive 1,0 procent.

## Distribution
Kunskapskanalen finns i samtliga operatörers basutbud, vilket gör att runt 70 procent av befolkningen har tillgång till kanalen.
Från mitten av 2005 distribueras kanalen analogt i kabelnätens basutbud hos Com Hem, UPC och Tele2Vision. De analoga sändningarna har inneburit en kraftigt ökad penetration, fullt jämförbar med den för TV3 och Kanal 5. Detsamma gäller även SVT24, som också vuxit kraftigt i penetration sedan sommaren 2005. Kunskapskanalen sänds fritt i det digitala marknätet och i många kabelnät. Sändningarna via satellit från Viasat och Canal Digital kräver ett programkort men är i övrigt gratis.
Kritik riktades mot att kanalen inte var fritt tillgänglig i kabelnäten. Kabelbolagen motiverade sina avgifter med att de är tvungna att betala upphovsrättsavgifter till Copyswede för att sända kanalen. Den 1 juli 2005 trädde ett avtal mellan SVT och UR samt Com Hem och UPC i kraft som innebar att Kunskapskanalen skulle sändas utan kostnad i kabelnät.
I september 2007 var dock ett stort antal hushåll – som tidigare varit kunder hos UPC – fortfarande tvungna att betala för att kunna se både Kunskapskanalen och SVT24, trots avtalen mellan Com Hem och SVT respektive UR.
Kunskapskanalens sändningar finns även tillgängliga via SVT Play och UR Play.

## Historia
Den 6 maj 2003 offentliggjordes planerna på att kanalen skulle starta. Klockan 18.15 den 27 september 2004 inleddes sändningarna med ett premiärprogram som leddes av Jarl Alfredius och Isabella Grybe.
Kanalen sände söndagar-torsdagar mellan 18.00 och 23.00. På måndagar, tisdagar, onsdagar och torsdagar inleddes kvällen 18.00 med att UR repriserade sina program från gårdagen. 19.30 tog SVT över. 21.30 började UR sända igen och 23.00 avslutas sändningarna. På söndagar börjar UR med att sända barnprogram 18.15 och fortsätter sedan fram till 21.00 då man lämnar över till SVT. SVT sänder sedan resten av tiden fram till 23.00.
SVT:s sändningar var indelade på teman under rubriken "Mera": "Historia" på söndagar, "Kultur" på måndagar, "Natur" på tisdagar, "Vetenskap" på onsdagar och "Om världen" på torsdagar. UR:s sändningar var inte uppdelade på teman.
Den 20 januari 2006 började man sända även på fredagar och lördagar.
Kanalen sände tidigare på samma kanalplats som Barnkanalen varje dag mellan 20.00 och 01.00. Den 18 januari 2010 flyttades Kunskapskanalen till SVT24:s tidigare kanalplats och började sända vardagar 09.00–01.00 och helger 12.00–01.00.
Den 25 november 2013 ansökte SVT om tillstånd att få sända kanalen i HDTV-format. Den 16 april 2014 gav regeringen SVT klartecken för Kunskapskanalen att få sända i HDTV-format i början av 2015, vilket dröjde till april 2016. I dagsläget sänds Kunskapskanalen HD via Telia, Bredbandsbolaget, Sappa, Canal Digital och Comhem.

## Program och programledare

### Program
| - Mera kultur - Mera om världen - Vetenskap - Världen | - Television - Mera historia - Välfärdsstaten - Mera vetenskap | - Mera natur - Garagefilm - Diktator eller morsa - Living Room |

### Programledare
| - Jarl Alfredius - Nils Chöler - Chris Forsne - Ulrika Hjalmarson - Marika Griehsel | - Andreas Ibohm - Marie-Louise Kristola - Carina Lindskog - Lena Liljeborg - Lena Malmström | - Emil Nikkhah - Johan Pihlgren - Keith Foster - Isabella Grybe |

## Grafisk identitet

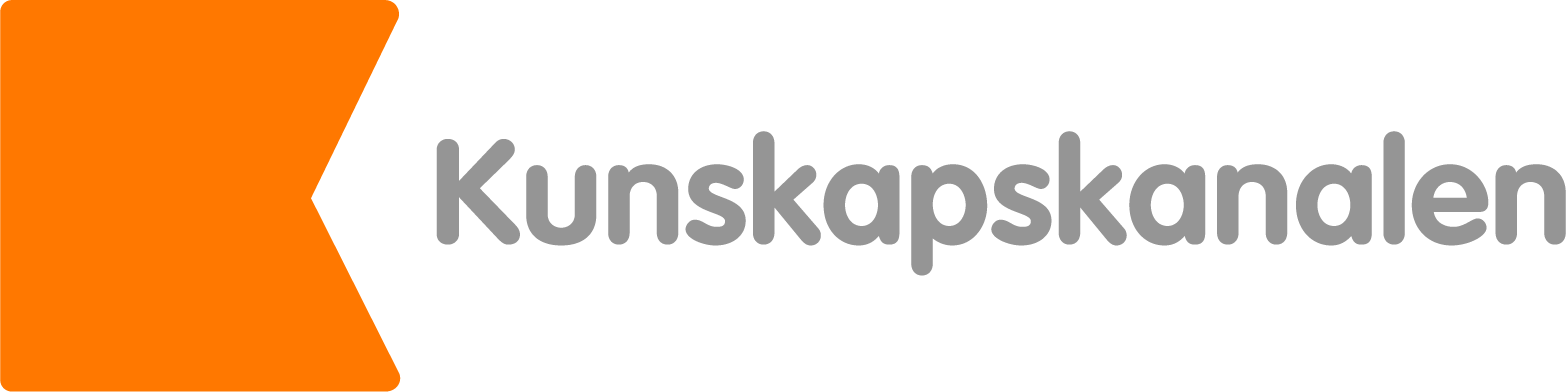
Logotypen som användes åren 2012-2017

Kanalens logotyp är inspirerad av Oscar Reutersvärds omöjliga figurer. Vanligtvis är logotypen orange, men i jinglarna mellan programmen läggs ofta in bilder i logotypen som kan relateras till kanalens innehåll. Jinglarna består av kanallogotypen som "viks fram" för att i slutet visas i helbild. SVT:s och UR:s logotyper har oftast en mindre framträdande roll. I trailrar och programtablåer visas logotypen på en orange kvadrat. Bakgrundsfärgen brukar oftast vara vit eller orange.
Under den tid som UR sänder har kanalen en programpresentatör. Denna brukar dessutom synas innan SVT:s sändningar börjar och presentera detta. SVT:s sändningar ligger oftast mitt i tablån och består oftast av bara ett program, varför presentation av deras program inte är nödvändig. Programpresentatören brukar dessutom avsluta kvällen, förutom på söndagar då SVT:s program ligger sist i tablån.